# Lichomolgus albens
Lichomolgus albens is een eenoogkreeftjessoort uit de familie van de Lichomolgidae. De wetenschappelijke naam van de soort is voor het eerst geldig gepubliceerd in 1859 door Thorell.